# 伊達公子
伊達公子（日语：／ Date Kimiko，1970年9月28日—），出生於京都府京都市上京區，日本女子职业網球選手，於1996年9月24日宣布引退。她的單打世界排名最高曾名列第4位（1995年），至2013年終前一直是WTA歷史上單打排名最高的亞洲球員。伊達公子在2008年4月7日突然召開記者會宣布復出職業網壇，在她引退12年之後重返球場。

## 早年
伊達公子於1970年9月28日出生於日本京都市上京區，並於7歲時開始接觸網球。她在中學時代曾經獲得滋賀縣網球錦標賽的冠軍，並於14歲時進入全日本14歲以下青少年網球錦標賽的準決賽。伊達公子在隔年也獲得日本高級中學青年網球錦標賽的第3名。
伊達公子在1986年進入位於兵庫縣尼崎市的網球名門園田學園高中部就讀，接受光國彰教練的指導，並獲得全日本16歲以下青少年網球錦標賽的雙打冠軍。伊達公子隨即在1987年打進全日本網球錦標賽的準決賽，並於1988年全國高等學校綜合體育大會奪得網球單打、雙打及團體冠軍。
她在1988年總共獲得全日本青少年室內網球錦標賽單打及雙打金牌、全日本18歲以下青少年網球錦標賽及國際女子巡迴賽等冠軍。

## 職業網球生涯開始
伊達公子在1989年轉職業，首次參加WTA舉辦的日本網球公開賽（女子單打冠軍為岡本久美子）。她也在這一年獲得參加法國網球公開賽的資格，這也是她在四大滿貫賽首度亮相，雖然最後在第二輪即被淘汰。
伊達公子在1990年的澳洲網球公開賽中一路晉級到第4輪才被第4種子海蓮娜·蘇科娃（Helena Suková）擊敗。
伊達公子在1991年洛杉磯維吉尼亞公開賽擊敗當時排名前5的布里埃拉·薩巴蒂尼（Gabriela Sabatini），晉級決賽，雖然最後在決賽不敵莫妮卡·莎莉絲，屈居亞軍。她也贏得1991年的全日本網球錦標賽冠軍。
伊達公子於1992年東京泛太平洋女子網球公開賽擊敗西班牙著名球員阿蘭查·桑琪絲·維卡里奧 （也是當年的澳網女子單打冠軍），最終晉級至準決賽。她也在該年獲得日本網球公開賽的冠軍，並在美津世界女子網球公開賽晉級準決賽，也在納頓網球錦標賽及法國網球公開賽中獲得八強的成績。伊達公子也在1992年澳洲網球公開賽女子雙打晉級八強，搭檔為Michelle Jaggard-Lai，這也是她大滿貫生涯最佳的雙打成績。伊達公子也參加1992年的巴塞隆納奧運，且第二度贏得全日本網球錦標賽冠軍。
伊達公子於1993年再度獲得日本網球公開賽的冠軍，也是亞洲女子網球公開賽的亞軍。她在納頓網球錦標賽擊敗瑪莉·費南德茲（Mary Joe Fernandez），晉級準決賽。伊達公子在1993年美國網球公開賽首次進入到八強。
她在1994年完成日本網球公開賽女子單打三連霸，並在廣島舉行的1994年亞洲運動會獲得網球項目的金牌。伊達公子也在澳洲網球公開賽進入最後四強，成為首位進入準決賽的日本球員，雖然後來輸給德國名將施特菲·葛拉芙。伊達公子也在這一年成為日本史上首位單打排名進入前10名的女子網球運動員。
伊達公子在1995年擊敗美國著名網球運動員黛文波特，獲得東京泛太平洋女子網球公開賽的女子單打冠軍。她也在納頓網球錦標賽及日本網球公開賽奪得亞軍。這一年伊達公子在四大滿貫賽的成績相當出色，在澳洲網球公開賽再度進入四強（後來以5-7、3-6輸給阿蘭查·桑琪絲·維卡里奧），也在溫布頓網球錦標賽首度進入八強（當時敗給捷克的諾佛特納（Jana Novotna））。伊達公子在這一年達到生涯最高的單打排名－世界第4位，成為史上最高排名的亞洲選手。此紀錄至2013年才被李娜刷新。
伊達公子在1996年達到生涯200場勝利，也獲得日本網球錦標賽的單打及雙打冠軍。她在1996年4月24日至28日於東京有明體運場舉行的聯邦盃 以7-6、3-6、12-10的比數首次擊敗施特菲·葛拉芙。在1996年的溫布頓網球錦標賽中，她與施特菲·葛拉芙的準決賽比賽花費超過2天才結束。雖然伊達公子在首盤敗北，但是她隨即奪回第二盤，這時因為天色昏暗，所以主審同意施特菲·葛拉芙的要求，將比賽遞延到隔日。葛拉芙最終以6-3、2-6、6-3的比數獲得這場比賽的勝利，並獲得第7個溫布頓網球錦標賽女單冠軍。伊達公子也在聖地牙哥網球錦標賽 以3-6、6-3、6-0擊敗阿蘭查·桑琪絲·維卡里奧獲得冠軍，這是她生涯第7個單打冠軍，並在亞特蘭大奧運進入女子單打八強。

## 退役
她在1996年9月24日宣佈將從職業網壇退休的消息，並在WTA巡迴賽第二輪以1-6、2-6敗給瑞士名將瑪蒂娜·辛吉斯後正式退役，當時世界排名為第8位。
伊達公子在女子網壇的活躍表現對於日本網壇產生巨大的刺激，促使其他日本球員也逐漸成名。在她退休之後，一些日本網球運動員也相繼退役，於是日本網壇轉變成為以杉山愛為中心的情況。

## 復出

### 2008年

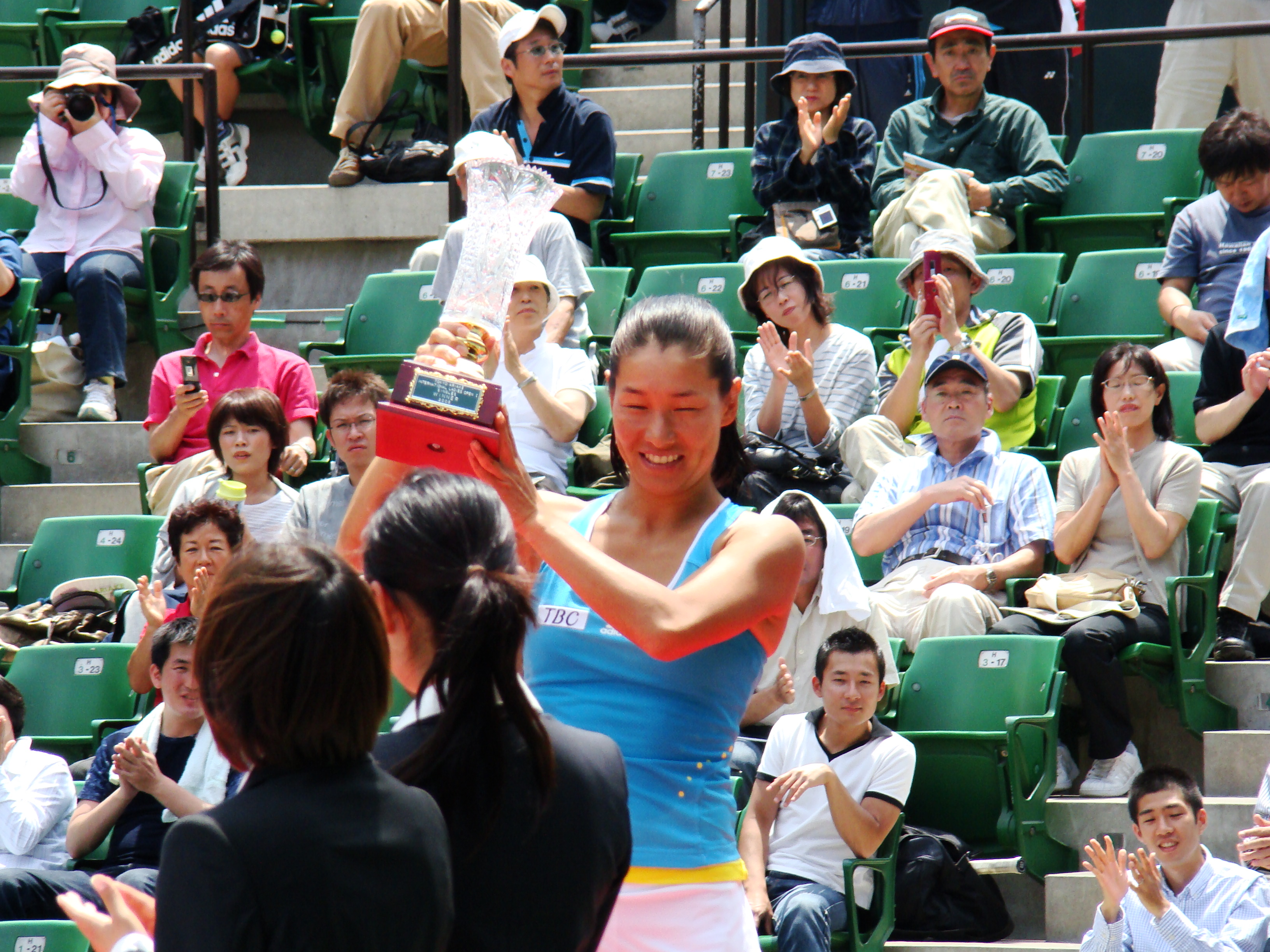
伊達公子高舉東京有明國際女子公開賽的冠軍獎杯

37歲伊達公子於2008年4月6日宣布將要在職業女子網壇再度復出，當時距離她首次退休幾乎已經有12年之久。
伊達公子後來參加國際網球總會在日本岐阜縣舉辦的袋鼠杯國際網球挑戰賽，並在首輪面對世界排名183位日本選手藤原里華，並以2-6、6-4、6-4的比數獲勝，這也是她11年來參加的第4場比賽(包括會外賽3場比賽)。她在第二輪以7-6(8-6)及6-2擊敗16歲的日本選手山外涼月而晉級。伊達公子在第三輪面對世界排名80位中村藍子，並再度以7-6(7)、4-6、6-3的比數獲勝，這也是她復出後首次對決世界排名在100名以內的球員。英國選手瑟奧絲（Melanie South）是她在準決賽的對手，不過她仍然以7-6(7-5)及6-3的比數擊敗這位賽事的第3種子。不過伊達公子仍在決賽以6-4、5-7、2-6的比數敗給泰國名將撻瑪茵·塔娜蘇甘。雖然在單打屈居亞軍，伊達公子在雙打項目表現出色，與當時17歲的奈良久留美搭檔擊敗以3-6 7-6(2) 11-9的比數擊敗頭號種子米村明子與波形純里的組合。她們最終在決賽以6-1、6-7(6-8)、10-7的比數擊敗瑟奧絲及坦森（Nicole Thyssen）的組合獲得雙打冠軍。
伊達公子接下來參加了福岡舉行的福岡國際女子網球挑戰賽，並接連擊敗澳洲的克利茲（Nicole KRIZ）及藤原里華晉級八強。不過她隨後被中村藍子以6-2及6-2的比數擊敗，雙打項目也止於首輪。她在久留米舉辦的比賽擊敗久松志保及周奕妙晉級八強，但是也在八強被米村知子以6-2及6-2擊敗。伊達公子在6月15日東京有明國際女子公開賽單打決賽以6-3及6-2的比數擊敗年僅18歲的秋田史帆獲得冠軍，這也是她復出後獲得的第一個冠軍。她在7月20日宮崎舉行的比賽獲得復出後第二個冠軍。而第三個冠軍則由伊達公子在8月3日帶廣市舉行的賽事以6-3及7-6擊敗蘇查奴·薇拉塔普拉瑟（Suchanun Viratprasert）而奪得。
伊達公子後來在東京參加WTA舉辦的泛太平洋女子網球公開賽，並獲得主辦單位給予外卡參加資格賽的優惠。她在驚險擊敗第5種子澳洲選手凱西·德拉奎（Casey Dellacqua）後晉級會內賽，不過在會內賽首輪被加拿大選手雅歷珊查·禾絲妮雅克以6-1、6-1的比數擊敗。她也跟藤原里華一起以外卡資格參加雙打項目，不過在首輪就以3-6、6-3及8-10的比數敗北。伊達公子也參加日本網球公開賽，但是也在第一場比賽就敗給以色列選手莎哈爾·佩爾。
伊達公子也參加11月舉行的全日本網球錦標賽，她首次參加這項比賽是在16歲那一年。伊達公子在女子單打決賽擊敗瀨間友里加，成為賽會歷屆冠軍中年紀第二大的選手，也是41歲的宮城黎子在1963年奪冠後年紀最大的冠軍選手。而她跟藤原里華的雙打組合也在決賽擊敗米村明子及米村知子的組合獲得冠軍。

### 2009年
伊達公子在2009年獲得紐西蘭奧克蘭舉行的ASB經典賽的外卡參賽資格，這是她自從1996年11月以來首次在日本國外參賽。她在1月底舉行的澳洲網球公開賽首輪4-6、6-4、6-8的接近比數敗給愛沙尼亞選手卡婭·卡內皮。
伊達公子緊接著參加泰國芭達雅舉行的WTA賽事，不過在首輪被第8種子斯洛伐克選手瑪達蓮娜·拉芭莉歌法以2-6、6-4、4-6的比數擊敗。她然後在美國佛羅里達州舉行的ITF賽事中進入八強，擊敗Lauren Embree及中村藍子，不過在八強以6-3、5-7、5-7的比數輸給第三種子娅尔米拉·格罗斯。伊達公子在西班牙蒙容（Monzon）參加75,000美元等級的ITF比賽，這是她自從1996年7月以來首度在歐洲出賽。她在比賽中接連獲勝，擊敗頭號種子巴塔查（Elena Baltacha），最終獲得冠軍，這也是她復出以來所獲得最大的勝利。
伊達公子在2009年溫布頓網球錦標賽首輪以7-5、3-6、1-6敗給丹麥選手卡露蓮·禾絲妮雅姬，她在第二盤及第三盤因為傷勢復發所以競爭力快速下降。
她在後來的廣州女子網球公開賽與中國選手孫甜甜搭檔雙打項目，最終成功晉級決賽，不過以6-3、2-6、8-10的比數落敗，這也是伊達公子復出以來首次進入WTA賽事的決賽。
伊達公子在首爾網球公開賽則有出色的表現，奪得生涯第8座WTA單打錦標。她在第二輪擊敗俄羅斯選手克蕾芭諾娃（Alisa Kleybanova），而在八強戰則以超過2個半小時的時間擊敗頭號種子達妮埃拉·漢圖可娃，比數為7-6(3)、4-6、6-4。她在四強戰以3-6、6-2、6-4逆轉擊敗衛冕冠軍瑪麗亞·基里連科。伊達公子在決賽成功以6-3、6-3擊敗西班牙選手安娜貝爾·梅迪娜·加里格斯，獲得復出之後首個WTA冠軍，這一天距離她39歲生日只早了1天。伊達公子也成為網球開放年代後奪得WTA冠軍年紀第二大的選手。目前最老的紀錄是由金恩夫人（Billie Jean King）在1983年以39歲7個月又23天的年紀獲得伯明罕女子網球錦標賽時所創下的。

### 2010年
伊達公子再次以參加紐西蘭舉行的ASB經典賽來展開2010年賽季，並獲得外卡得以直接進入會內賽。她在第一場比賽以6-1與6-2擊敗世界排名曾經高居第4位的俄羅斯選手安娜·恰克韋塔澤，隨後在第二輪以3-6、6-3與6-2淘汰第5種子維吉妮·拉扎諾，這是她復出以來首次擊敗排名世界前20名的球員。伊達公子在八強遭到第3種子雅尼娅·维克梅耶尔所擊敗。伊達公子緊接著參加雪梨公開賽，並在首輪以6-3、5-7、6-4的比分擊敗娜佳·彼得罗娃，這是她復出以來第二次擊敗排名世界前20名的球員。她在第二輪遭遇到世界排名第7位的白俄羅斯球員维多利亚·阿扎伦卡，並已相當接近的比數1-6、7-5、5-7輸掉這場比賽。
伊達公子後來直接獲得澳洲公開賽的參賽權，也是復出後首次直接參加大滿貫賽的會內賽，雖然在首輪以直落三的盤數敗給哈薩克的選手雅罗斯拉娃·斯维多娃（Yaroslava Shvedova），未能晉級。
她在2010年法國網球公開賽首輪以3-6、6-4、7-5擊敗第九種子迪娜拉·薩芬娜（也是2009年法國網球公開賽的女子單打亞軍），克服了第2盤曾經1-3及第3盤曾經1-4落後的劣勢，這也是她自從1997年以來首次在大滿貫賽中獲勝。

### 2013年
2013年1月15日，在澳洲網球公開賽會內賽，以世界排名100的身分，擊敗大會第12種子派特洛娃(Nadia Petrova)，創下澳網會內賽獲勝最老的女單選手紀錄。
溫布敦錦標賽，以42歲之姿挺進第三輪，為賽史上挺進第三輪的最老球星。

## 大滿貫成績
| 大滿貫賽         |       |       |       |       |       |       |       |       |       |       |       |       |       |       |       |       |       |        |       |
| 澳洲網球公開賽   | A     | 4R    | 2R    | 2R    | 2R    | SF    | 3R    | 2R    | A     | 1R    | 1R    | 1R    | 1R    | 3R    | 1R    | 1R    | Q1    | 0 / 14 | 16–14 |
| 法國網球公開賽   | 2R    | A     | A     | 4R    | 2R    | 1R    | SF    | 4R    | A     | A     | 2R    | 1R    | 1R    | 1R    | 1R    | Q1    |       | 0 / 11 | 14–11 |
| 溫布頓網球錦標賽 | 1R    | 2R    | 1R    | 2R    | A     | 3R    | QF    | SF    | A     | 1R    | 1R    | 2R    | 1R    | 3R    | 1R    | Q1    |       | 0 / 13 | 16–13 |
| 美國網球公開賽   | 1R    | 2R    | 2R    | 2R    | QF    | QF    | 4R    | 1R    | A     | A     | 1R    | 1R    | 1R    | 1R    | 1R    | Q1    |       | 0 / 13 | 14–13 |
| 大滿貫奪冠紀錄   | 0 / 3 | 0 / 3 | 0 / 3 | 0 / 4 | 0 / 3 | 0 / 4 | 0 / 4 | 0 / 4 | 0 / 0 | 0 / 2 | 0 / 4 | 0 / 4 | 0 / 4 | 0 / 4 | 0 / 4 | 0 / 4 | 0 / 1 | 0 / 51 | N/A   |
| 大滿貫勝-敗紀錄  | 1–3   | 5–3   | 2–3   | 6–4   | 6–3   | 11–4  | 14–4  | 9–4   | 0–0   | 0–2   | 1–4   | 1–4   | 0–4   | 4–4   | 0–4   | 0–1   | 0–0   | N/A    | 60–51 |

## 外部連結
- 伊達公子的国际女子网球协会官方資料（英文）
- 伊達公子的國際網球總會 職業／青少年 官方資料（英文）
- 聯邦盃戰績表（英文）
- 伊達公子公式網站 （页面存档备份，存于）（日語）
- プレーヤー:クルム 伊達 公子 - 日本テニス協会公式サイト[永久]（日語）
- パーソンアップ：伊達公子さん（前編）　長篇採訪（日語）
- パーソンアップ：伊達公子さん（中編）
- パーソンアップ：伊達公子さん（後編）